# حسین قاسمیه
حسین قاسمیه (تولد ۱۳۰۱ شمسی مشهد) بازرگان، عضو اتاق بازرگانی تهران، عضو هیئت‌مدیره بانک اعتبارات ایران، مؤسس کارخانه روغن‌نباتی قو، بزرگ‌ترین تولیدکنندگان مواد شوینده و بزرگ‌ترین تولیدکننده دانه مرغ و خوراک طیور در کشور طی دهه چهل و پنجاه شمسی.

## زندگی‌نامه و تحصیلات
حسین قاسمیه، فرزند ابوالقاسم در سال ۱۳۰۱ در مشهد به دنیا آمد. او تحصیلات ابتدایی و دبیرستان را در همان شهر به پایان رساند و در سال ۱۳۲۰ با قبولی در دانشگاه تهران و رشته حقوق به پایتخت آمد و تحصیلات خود را تا مقطع فوق‌لیسانس حقوق ادامه داد و پس از آن به دلیل علاقه به اقتصاد در دوره‌های آموزشی کوتاه‌مدت اقتصاد در انگلستان و امریکا هم شرکت کرد. 

## فعالیت‌های تجاری
با پایان تحصیل قاسمیه تصمیم گرفت به جای فعالیت در رشته حقوق دست به کارهای صنعتی و تولیدی  بزند و با همکاری هم‌دانشگاهی‌اش امیرحسین امیر صالح وارد صنعت شود. الگوی سرمایه‌گذاری تجاری صنعتی قاسمیه، عمدتاً به شیوه مشارکت داخلی بود.
او از سال ۱۳۲۶ در تجارت پنبه فعالیت خود را شروع کرد و بعد از آن به تصفیه پنبه، روغن‌کشی پنبه و درنهایت تولید روغن‌نباتی مشغول شد و کارخانه روغن‌نباتی پارس قو را تأسیس کرد. و به‌تدریج حلقه‌های مربوط به صنعت روغن و واردات آن را در دســت گرفت. گروه پارس پس از شرکت صنعتی بهشهر، دومین تولیدکننده بزرگ روغن‌نباتی در ایران بود. روغن‌نباتی قو، دو سال بعد از شاه‌پسند به بازار آمد. به روایت لاجوردیان قبل از آنکه شرکت تولیدی پارس و روغن نباتی قو شــروع به کار کند، قاسمیه چندبار به سراغ لاجوردی‌ها رفت و پیشنهاد کرد در کارخانه روغن‌نباتی شاه‌پسند با آن‌ها شریک شــود تا کارخانه دیگری راه‌انــدازی نکند، اما آن‌ها نپذیرفتند. قاسمیه در برابر کارخانه ۲۰ تنی  لاجوردی‌ها، با کارخانه ۴۰ تنی شروع به کار کرد و رقابت دو گروه از این‌جا آغاز شد. گروه پارس در طی ۱۷ سال با تلاش فراوان و مشارکت با امیر صالح و شرکای دیگر با شتاب توســعه یافت. در اواخر دهه چهل، شــرکت سهامی کارخانجات پنبه پاک‌کنی و روغن‌کشــی پارس در نقاط مختلف ایران، مالک و سهام‌دار ۱۸ کارخانه بود. روغن‌نباتی پارس ســال ۱۳۳۳ در تهران به ثبت رسید و در طی ۲۵ ســال، فعالیت خود را در عرصه‌های مختلف و شــهرها توسعه داد. مساحت کارخانه پارس شــصت هزار متــر مربع بــود و در اواخر دهه پنجاه، ۵۰ هزار  متر تأسیسات در نقاط مختلف داشت. محصولات شرکت، روغن‌نباتی با مارک قو و اطلس بــود. 
حسین قاسمیه در تأسیس برخی از نهادهای کارفرمایی مشارکت داشت. وی همراه با ۴۰ تن از صاحبان صنایع، مثل فاتح، کورس، لاجوردی، اخوان و کوراوغلیان در ســال ۱۳۴۱ اتحادیه صنایع ایران را تأسیس کردند. قاسمیه و امیرصالح، نسلی از فعالان صنعتی بودند که پس از تحصیل در دانشگاه به فعالیت تجاری و صنعتی پرداختند. آنان نسل اول خانواده‌ای بودند که در طی سه دهه به گسترش فعالیت صنعتی و بهبود زندگی ایرانیان، اقدام نمودند. فعالیتی که ده سال پس از مشارکت نسل دوم، امکان تداوم در داخل مرزهای ایران را نیافت و به ناچار فعالیت خود را به فرانسه و آمریکا منتقل کرد.
در سال ۱۳۴۵ به دنبال مشکلات ایجاد شده در تامین روغن نباتی کشور از طریق واردات، شورای اقتصاد وقت صنایع را ملزم به تاسیس شرکتی تخصصی نمود تا با توسعه کشت دانه‌های روغنی و افزایش تولید و خودکفایی در این خصوص باعث رفع نگرانی‌ها گردد. به همین منظور در روز پنج شنبه بیستم بهمن ۱۳۴۵ جلسه‌ای با حضور قاسم لاجوردی از شرکت صنعتی بهشهر (شاه‌پسند)، حسین قاسمیه از شرکت پنبه پاک‌کنی و روغن‌کشی (قو)، حشمت الله کرمانشاهچی از شرکت پنبه پاک کنی و روغن‌کشی (شیراز) و محمدعلی معین امین از شرکت کارخانجات صنعتی اصفهان (ناز) برگزار و بنیان این شرکت اثرگذار گذاشته شد.

## عضویت در اتاق بازرگانی
- عضو هیئت‌نمایندگان دوره سوم اتاق بازرگانی تهران در سال ۱۳۴۵
- نماینده شعبه تهران در اتاق بازرگانی و صنایع و معادن ایران در سال‌های ۱۳۴۹ و ۱۳۵۳ .
- عضو هیئت رئیسه اتاق صنایع [۶]

## روغن‌نباتی قو
شرکت روغن نباتی پارس (قو) در سال ۱۳۳۳ در جنوب شهر تهران راه‌اندازی شد تا یکی از قدیمی‌ترین واحدهای صنعتی تهران لقب گیرد. این شرکت در منطقه ۱۶ تهران با راه‌اندازی کارخانه، اقدام به تولید روغن‌های خوراکی، کره و… می‌کند. قدمت طولانی این واحد صنعتی موجب شد تا سه نسل نیروی انسانی در آن مشغول به کار شوند. این کارخانه در سال ۱۳۹۴ تعطیل شد.
قبل از انقلاب، کارخانه روغن نباتی قو تقریباً نزدیک به ۲۲ نوع روغن تولید می‌کرد، که ۳‌ـ۴ نوع آن روغن قنادی بود. البته کره هم در این کارخانه تولید می‌شد، از جمله کره گیاهی (مارگارین).
کارخانه روغن نباتی قو مثل تمام کارخانه‌های تولید روغن، کارخانه تولید صابون هم داشت که از قضا فرسنگ‌ها با کارخانه و محله خزانه فاصله داشت. کارخانه صابون‌سازی در خرمشهر  بود که دو صابون یاس و برند بین‌المللی «کامی» را تولید می‌کرد که هنوز هم در جهان شناخته‌شده است.